# Wong Siew Te

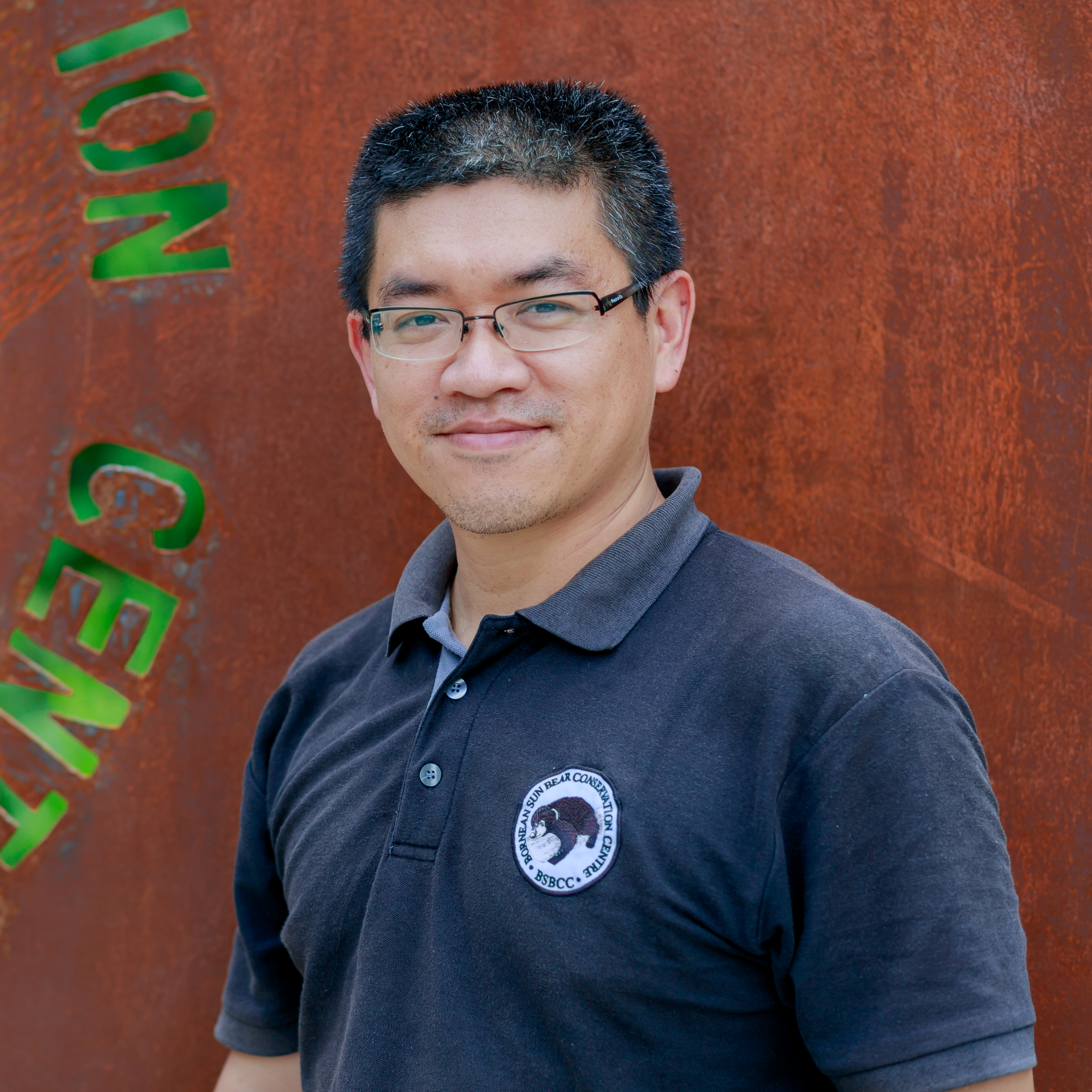
Wong Siew Te

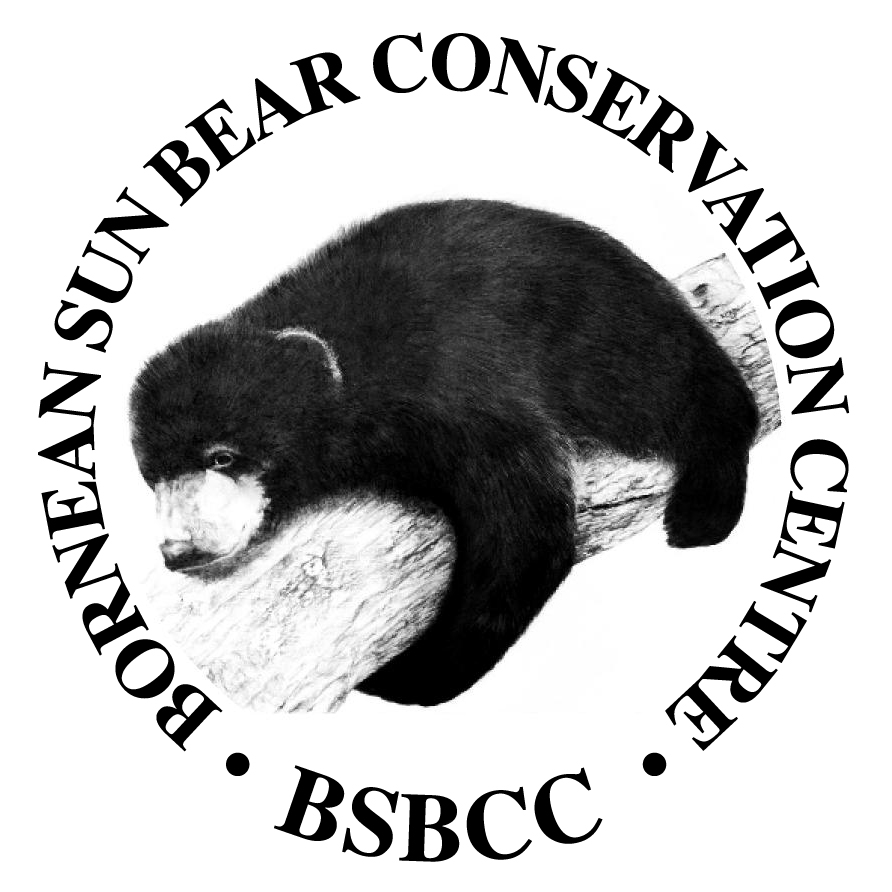
Logo des Bornean Sun Bear Conservation Centre

Wong Siew Te (* 16. Mai 1969 in Bukit Mertajam, Penang, Malaysia) ist ein malaysischer Wildtierbiologe und führender Experte der Malaienbär-Forschung. Er ist Gründer und Leiter des Bornean Sun Bear Conservation Centre in Sandakan im malaysischen Bundesstaat Sabah.

## Biographie
Wong Siew Te wurde am 16. Mai 1969 in Bukit Mertajam im Bundesstaat Penang geboren. Den Lebensunterhalt für die elfköpfige Familie verdiente sein Vater Wong Soon Kew als Schneider. Das Familienunternehmen Soon Kew Tailor in Bukit Mertajam existierte von den 1950er bis Mitte der 1980er Jahre. Wong Siew Te wuchs mit vier älteren Brüdern und vier älteren Schwestern zusammen auf.
Von 1976 bis 1982 besuchte Wong Siew Te die Kim Sen Primary School in Bukit Mertajam und von 1982 bis 1987 die Jit Sin High School, ebenfalls in Bukit Mertajam.
Seine akademische Ausbildung führte ihn 1989 an die National Pingtung University of Science and Technology in Taiwan. Das Diplomfach Animal Science & Veterinary (Tier- und Veterinärwissenschaften) schloss er 1992 ab. Ab 1994 studierte Wong Siew Te an der University of Montana das Fach Wildlife Biology (Biologie der Wildtiere), das er 1997 mit dem akademischen Grad Bachelor of Science abschloss. 2002 erlangte er mit einer ökologischen Studie über den Malaienbär im tropischen Regenwald Sabahs den Master of Science.
Von 2002 bis 2005 war Wong Siew Te für die IUCN/SSC Bear Specialist Group im Leitungskreis des Sun Bear Expert Team tätig.
In den Jahren 2002 bis 2011 arbeitete er an seiner Dissertation im Fach Fish and Wildlife Biology an der University of Montana, die sich mit den Auswirkungen selektiven Holzabbaus auf die Bartschweine in den tropischen Regenwäldern Borneos befasst.
2008 gründete er unter Beteiligung der Organisation für ökologisch-nachhaltige Projekte Land Empowerment Animals People (LEAP), dem Sabah Wildlife Department (SWD) und dem Sabah Forestry Department (SFD) das Bornean Sun Bear Conservation Centre (BSBCC) in Sepilok, eine zoologische Einrichtung zum Schutz und Erhalt des Malaienbärs.
Wong Siew Te führt als CEO des BSBCC die Geschäfte der Einrichtung.

## Veröffentlichungen
- G. Veron, M. Willsch, V. Dacosta, M.-L. Patou, A. Seymour, C. Bonillo, A. Couloux, S. T. Wong, A. P. Jennings, J. Fickel, A. Wilting: The distribution of the Malay civet Viverra tangalunga (Carnivora:Viverridae) across Southeast Asia: natural or human-mediated dispersal. In: Zoological Journal of the Linnean Society. Band 170, 2014, S. 917–932. [SCI]
- R. A. Gitzen, J. L. Belant, J. J. Millspaugh, S. T. Wong, A. J. Hearn, J. Ross: Effective use of radiolelemetry for studying tropical carnivores. In: The Raffles Bulletin of Zoology. Band 28, 2014, S. 67–83.
- G. Hanya, P. Stevenson, M. v. Noordwijk, S. T. Wong, T. Kanamori, N. Kuze, S. Aiba, C. Chapman, C. van Schaik: Seasonality in fruit availability affects primate biomass and species richness. . In: Ecography. Band 34, 2011, S. 1009–1017. [SCI]
- C. C. Chen, K. J. C. Pei, M. D. Kuo, C. M. Yang, S. T. Wong, F. G. Lin, S. C. Kuo: A possible case of hantavirus infection in Borneo orangutan (Pongo pygmaeus pygmaeus) and its conservation implication. In: Journal of Medical Primatology. Band 40, Nr. 1, 2010, S. 2–5. [SCI]
- G. Fredriksson, R. Steinmetz, S. T. Wong, D. L. Garshelis: Helarctos malayanus. In: IUCN 2009. IUCN Red List of Threatened Species. Version 2009.1.
- S. T. Wong: The status of Malayan sun bear in Malaysia. In: Japan Bear Network (compiler). 2006. Understanding Asian bears to secure their future. Japan Bear Network, Ibakari, Japan 145 Seiten, 2006, S. 66–72.
- S. T. Wong, C. Servheen, L. Ambu, A. Norhayati: Impacts of fruit production cycle Malayan sun bears and bearded pigs in lowland tropical forests of Sabah, Malaysian Borneo. In: Journal of Tropical Ecology. Band 21, 2005, S. 627–639. [SCI]
- A. Norhayati, L. I. Mila, Juliana, S., Wong, S.T., Shukor, M.N.: Amphibian fauna of Danum Valley Conservation Area. In: Laily B. Din, Muhammad Yahya, A. Norhayati, M. S. Nizam, Waidi Sinun, A. Latiff (Hrsg.): Danum Valley Conservation Area: Physical, Biological and Social Environments. Yayasan Sabah and Universiti Kebangsaan Malaysia, Bangi, S. 281–298.
- A. Norhayati, S. T. Wong, S. Juliana, M. N. Shukor: An annotated checklist of reptiles in Danum Valley Conservation Area. In: Laily B. Din, Muhammad Yahya, A. Norhayati, M. S. Nizam, Waidi Sinun, A. Latiff (Hrsg.): Danum Valley Conservation Area: Physical, Biological and Social Environments. Yayasan Sabah and Universiti Kebangsaan Malaysia, Bangi, 2005, S. 299–312.
- S. T. Wong, C. Servheen, L. Ambu: Home range, movement and activity patterns, and bedding sites of Malayan Sun Bears Helarctos malayanus in the Rainforest of Borneo. In: Biological Conservation. Band 119, 2004, S. 169–181. [SCI]
- S. T. Wong, C. Servheen, L. Ambu: Food habits of Malayan sun bears in lowland tropical forest of Borneo. In: Ursus. Band 13, 2002, S. 127–136. [SCI]
- Y. R. Lin, S. T. Wong, C. J. Pei.: Variations in skull morphology of Formosan Reeve’s muntjac in Little Ghost Lake Forest Reserve, Pingtung, Taiwan. In: Notes of Wildlifers and Newsletter of Wildlifers (NOW). Band 1, Nr. 4, 1993, S. 8–11. (in Chinesischer Sprache)
- J. Sorenson: Interview with Siew Te Wong. In: The Brock Review. Band 12, Nr. 1, 2011, S. 182–186.
- S. T. Wong: Bornean Sun Bear Conservation Centre in Malaysia Borneo. In: International Bear News. Band 19, Nr. 1, 2010, S. 18–19.
- S. T. Wong: Sun Bear: The Forgotten Bear. In: Society & Environment. A monthly magazine published by Zayed International Prize for the Environment. Juli 2009, S. 40–42.
- The Emerging Wildlife Conservation Leaders, Wong S.T. & Gabriella Fredriksson. In: Sun Bear Adventure Journals. EWCL. 34 Seiten., 2006
- S. T. Wong, C. Servheen: The Bornean Sun Bear and Bearded Pig Research and Conservation Project- a new field project to study the effects of selective logging on Malayan sun bears and bearded pigs in Borneo. In: International Bear News. Band 14, Nr. 4, 2005, S. 24.
- S. T. Wong, C. Servheen: New field project to study the effects of selective logging on bearded pigs and sun bears in Borneo. In: Suiform Soundings. Peccaries, Pigs, and Hippos Specialists Group Newsletter. Band 5, Nr. 1, 2005, S. 30.
- S. T. Wong: Dances with sun bears. In: Malayan Naturalist. Band 56, Nr. 3, 2003, S. 20–25.
- S. T. Wong: Sun bear research on the web. In: International Bear News. Band 12, Nr. 2, 2003, S. 9.
- S. T. Wong, C. Servheen: Malaysia Malayan Sun bear Ecology. In: International Bear News. Band 8, Nr. 3, 1999, S. 11–12.